# Чемпионат Европы по футболу среди женщин 2025
Чемпионат Европы по футболу среди женщин 2025 года, прошедший со 2 по 27 июля, стал 14-м розыгрышем чемпионата Европы.
В третий раз в истории, в финальной части чемпионата приняли участие 16 команд. 4 апреля 2023 года, на заседании исполкома УЕФА, который прошел в португальском Лиссабоне, было принято решение об организаторе турнира — страной-хозяйкой объявлена Швейцария.

## Выборы места проведения

### Заявки на проведение
Всего было подано четыре заявки: Польша, Франция, Швейцария и совместная заявка Дании, Швеции, Норвегии и Финляндии. Также до голосования свои заявки отозвали Дания (присоединилась к Швеции, Финляндии и Норвегии) и Украина.

### Результаты голосования
Выборы принимающей чемпионат страны сосялись 4 апреля 2023 года на заседании Исполнительного комитета УЕФА в Лиссабоне.
Согласно регламенту для победы в первом туре необходимо было набрать абсолютное большинство голосов в свою пользу, в противном случае две заявки, набравшие наибольшее число голосов проходили во второй тур. В силу того, что в первом туре сразу три претендента набрали равное количество голосов, был проведён дополнительный раунд, чтобы определить из них двух участников второго раунда (заявка Франции, набравшей наименьшее число голосов в первом раунде, по его результатам была отвергнута); по результатам тайбрейка шансов на проведение турнира лишилась Польша.
Для победы во втором (заключительном) туре достаточно было набрать простое большинство голосов. По итогам проведённого второго тура возможность проведения чемпионата Европы 2025 года была предоставлена Швейцарии.
| Страна                             | Голосов за раунд | Голосов за раунд | Голосов за раунд |
| Страна                             | 1 раунд          | Тайбрейк         | 2 раунд          |
| ---------------------------------- | ---------------- | ---------------- | ---------------- |
| Швейцария                          | 4                | 6                | 9                |
| Дания/ Финляндия/ Норвегия/ Швеция | 4                | 4                | 4                |
| Польша                             | 4                | 3                | —                |
| Франция                            | 1                | —                | —                |
| Итого                              | 13               | 13               | 13               |

## Города и стадионы
В ходе тендера стадионы в Лозанне («Олимпик де ла Понтез»), Невшателе («Стад де ля Маладьер») и Шаффхаузене («Брайте») не прошли отбор. Столица Лихтенштейна, Вадуц, также была включена в швейцарскую заявку, однако из-за того, что вместимость стадиона «Райнпарк» не соответствовала требованиям, идея была отклонена. Прямо перед голосованием Лозанна (предлагаемым местом проведения был стадион «Стад де ля Тюильер») добровольно отказалась от участия в качестве площадки, чтобы сосредоточиться на проведении Швейцарского федерального фестиваля гимнастики 2025 года.
2 декабря 2023 года было объявлено предварительное расписание, в котором Базель примет матч открытия и финал. За исключением одной игры (матча открытия), расписание делит места проведения на два разных географических кластера: Берн, Женева, Сьон и Тун в западной зоне, а Базель, Люцерн, Санкт-Галлен и Цюрих в восточной зоне. Ранее финал хотел принять Берн, но после того, как «Янг Бойз» выразили обеспокоенность по поводу повреждения газона, им разрешили использовать стадион только до четвертьфинала.
По коммерческим причинам стадионы в Люцерне («Свисспорарена»), Санкт-Галлене («Кибунпарк») и Туне («Стокгорн-Арена») изменили свои названия на время проведения турнира.
Ниже приведены 8 городов-хозяев и стадионов, выбранных для заявки Швейцарии:
| Санкт-Якоб Парк                                       | Ванкдорф            | Стад де Женев       | Летцигрунд          |
| Вместимость: 38 512                                   | Вместимость: 31 783 | Вместимость: 30 084 | Вместимость: 26 104 |
|                                                       |                     |                     |                     |
| Базель Тун Люцерн Женева Сьон Санкт-Галлен Берн Цюрих |                     |                     |                     |
| Санкт-Галлен                                          | Люцерн              | Сьон                | Тун                 |
| Арена Санкт-Галлен                                    | Стадион Люцерн      | Турбийон            | Арена Тун           |
| Вместимость: 19 694                                   | Вместимость: 16 800 | Вместимость: 16 263 | Вместимость: 10 398 |
|                                                       |                     |                     |                     |

## Квалификация
В отборочном турнире приняли участие команды из 51 страны. Сборная России из-за вторжения на Украину была отстранена от участия в отборе. Также свои команды не заявили Гибралтар, Сан-Марино и Лихтенштейн.
Помимо команды Швейцарии, являющейся хозяйкой чемпионата, ещё 15 команд прошли квалификацию для участия в финальном турнире, причём сборные Польши и Уэльса дебютируют на Евро.

### Квалифицировались в финальный турнир
| Сборная    | Способ квалификации   | Дата квалификации | Участие | Подряд | В последний раз | Лучший результат                                         |
| ---------- | --------------------- | ----------------- | ------- | ------ | --------------- | -------------------------------------------------------- |
| Швейцария  | Организатор           | 4 апреля 2023     | 3       | 3      | 2022            | Групповой этап (2017, 2022)                              |
| Германия   | Победитель группы A4  | 4 июня 2024       | 12      | 12     | 2022            | Чемпион (1989, 1991, 1995, 1997, 2001, 2005, 2009, 2013) |
| Испания    | Победитель группы A2  | 4 июня 2024       | 5       | 4      | 2022            | Полуфинал (1997)                                         |
| Исландия   | 2-е место в группе A4 | 12 июля 2024      | 5       | 5      | 2022            | Четвертьфинал (2013)                                     |
| Дания      | 2-е место в группе A2 | 12 июля 2024      | 11      | 8      | 2022            | 2-е место (2017)                                         |
| Франция    | Победитель группы A3  | 12 июля 2024      | 8       | 8      | 2022            | Полуфинал (2022)                                         |
| Англия     | 2-е место в группе A3 | 16 июля 2024      | 10      | 7      | 2022            | Чемпион (2022)                                           |
| Италия     | Победитель группы A1  | 16 июля 2024      | 13      | 8      | 2022            | 2-е место (1993, 1997)                                   |
| Нидерланды | 2-е место в группе A1 | 16 июля 2024      | 5       | 5      | 2022            | Чемпион (2017)                                           |
| Португалия | Победитель плей-офф   | 3 декабря 2024    | 3       | 3      | 2022            | Групповой этап (2017, 2022)                              |
| Норвегия   | Победитель плей-офф   | 3 декабря 2024    | 13      | 13     | 2022            | Чемпион (1987, 1993)                                     |
| Финляндия  | Победитель плей-офф   | 3 декабря 2024    | 5       | 2      | 2022            | Полуфинал (2005)                                         |
| Польша     | Победитель плей-офф   | 3 декабря 2024    | Дебют   | Дебют  | Дебют           | Дебют                                                    |
| Швеция     | Победитель плей-офф   | 3 декабря 2024    | 12      | 9      | 2022            | Чемпион (1984)                                           |
| Бельгия    | Победитель плей-офф   | 3 декабря 2024    | 3       | 3      | 2022            | Четвертьфинал (2022)                                     |
| Уэльс      | Победитель плей-офф   | 3 декабря 2024    | Дебют   | Дебют  | Дебют           | Дебют                                                    |

## Жеребьёвка
Жеребьёвка финального турнира прошла 16 декабря 2024 года в Лозанне. 16 команд были распределены на 4 корзины в соответствии с общим рейтингом отборочного турнира. Сборная Швейцарии, как хозяйка турнира, вне зависимости от рейтинга получила место в корзине 1, а также место в группе A (позиция A1). По итогам жеребьёвки были сформированы 4 группы по 4 команды в каждой.
| Корзина 1           | Корзина 1          |
| Команда             | Позиция в рейтинге |
| ------------------- | ------------------ |
| Швейцария (хозяева) | 19                 |
| Испания             | 1                  |
| Германия            | 2                  |
| Франция             | 3                  |

| Корзина 2 | Корзина 2          |
| Команда   | Позиция в рейтинге |
| --------- | ------------------ |
| Италия    | 4                  |
| Исландия  | 5                  |
| Дания     | 6                  |
| Англия    | 7                  |

| Корзина 3  | Корзина 3          |
| Команда    | Позиция в рейтинге |
| ---------- | ------------------ |
| Нидерланды | 8                  |
| Швеция     | 9                  |
| Норвегия   | 10                 |
| Бельгия    | 12                 |

| Корзина 4  | Корзина 4          |
| Команда    | Позиция в рейтинге |
| ---------- | ------------------ |
| Финляндия  | 13                 |
| Польша     | 16                 |
| Португалия | 17                 |
| Уэльс      | 20                 |

## Составы
В состав каждой сборной входят 23 игрока, из них 3 должны быть вратарями.

## Групповой этап
Команды, занявшие в своих группах первое и второе место, выходят в четвертьфинал.
Время начала матчей указано местное (CEST, (UTC+2).

### Критерии классификации
Ранжирование команд на групповом этапе происходит в соответствии со следующими критериями в указанном порядке:
1. очки, полученные во всех матчах группового этапа;
2. очки, полученные в очных встречах между командами;
3. разница голов в очных встречах между командами;
4. количество забитых голов в очных встречах между командами;
5. разница голов во всех матчах группового этапа;
6. количество забитых голов во всех матчах группового этапа;
7. послематчевые пенальти (только если две команды равны по вышеперечисленным критериям и они встретились в последнем матче группового этапа);
8. дисциплинарные показатели (прямая красная карточка — 3 очка, жёлтая карточка — 1 очко, удаление за две жёлтые карточки — 3 очка);
9. место в общем рейтинге отборочного турнира.

### Группа A
| Поз | Команда       | И | В | Н | П | МЗ | МП | РМ | О | Квалификация |
| --- | ------------- | - | - | - | - | -- | -- | -- | - | ------------ |
| 1   | Норвегия      | 3 | 3 | 0 | 0 | 8  | 5  | +3 | 9 | Плей-офф     |
| 2   | Швейцария (Х) | 3 | 1 | 1 | 1 | 4  | 3  | +1 | 4 | Плей-офф     |
| 3   | Финляндия     | 3 | 1 | 1 | 1 | 3  | 3  | 0  | 4 |              |
| 4   | Исландия      | 3 | 0 | 0 | 3 | 3  | 7  | −4 | 0 |              |

1. 1 2  Разница мячей: Швейцария +1, Финляндия 0.

| Исландия | 0:1     | Финляндия    |
| -------- | ------- | ------------ |
|          | (отчёт) | - Косола 70′ |

| Швейцария   | 1:2     | Норвегия                            |
| ----------- | ------- | ----------------------------------- |
| - Ризен 28′ | (отчёт) | - Хегерберг 54′ - Штирли 70′ (авт.) |

| Норвегия                                | 2:1     | Финляндия      |
| --------------------------------------- | ------- | -------------- |
| - Нюстрём 3′ (авт.) - Грахам Хансен 84′ | (отчёт) | - Севениус 32′ |

| Швейцария                    | 2:0     | Исландия |
| ---------------------------- | ------- | -------- |
| - Ройтелер 76′ - Пилгрим 90′ | (отчёт) |          |

| Финляндия           | 1:1     | Швейцария        |
| ------------------- | ------- | ---------------- |
| - Куйкка 79′ (пен.) | (отчёт) | - Джемайли 90+2′ |

| Норвегия                            | 4:3     | Исландия                                                            |
| ----------------------------------- | ------- | ------------------------------------------------------------------- |
| - Гаупсет 15′, 26′ - Монум 49′, 76′ | (отчёт) | - Йоунсдоуттир 6′ - Эйриксдоуттир 84′ - Виггоусдоуттир 90+5′ (пен.) |

### Группа B
| Поз | Команда    | И | В | Н | П | МЗ | МП | РМ  | О | Квалификация |
| --- | ---------- | - | - | - | - | -- | -- | --- | - | ------------ |
| 1   | Испания    | 3 | 3 | 0 | 0 | 14 | 3  | +11 | 9 | Плей-офф     |
| 2   | Италия     | 3 | 1 | 1 | 1 | 3  | 4  | −1  | 4 | Плей-офф     |
| 3   | Бельгия    | 3 | 1 | 0 | 2 | 4  | 8  | −4  | 3 |              |
| 4   | Португалия | 3 | 0 | 1 | 2 | 2  | 8  | −6  | 1 |              |

| Бельгия | 0:1     | Италия       |
| ------- | ------- | ------------ |
|         | (отчёт) | - Карузо 44′ |

| Испания                                                            | 5:0     | Португалия |
| ------------------------------------------------------------------ | ------- | ---------- |
| - Гонсалес 2′, 43′ - Лопес 7′ - Путельяс 41′ - Мартин-Прието 90+3′ | (отчёт) |            |

| Испания                                                                      | 6:2     | Бельгия                         |
| ---------------------------------------------------------------------------- | ------- | ------------------------------- |
| - Путельяс 22′, 86′ - Паредес 39′ - Гонсалес 52′ - Кальдентей 61′ - Пина 81′ | (отчёт) | - Ванхавермат 24′ - Эрлингс 51′ |

| Португалия  | 1:1     | Италия         |
| ----------- | ------- | -------------- |
| - Гомеш 89′ | (отчёт) | - Джирелли 70′ |

| Италия         | 1:3     | Испания                                            |
| -------------- | ------- | -------------------------------------------------- |
| - Оливьеро 10′ | (отчёт) | - дель Кастильо 14′ - Гихарро 49′ - Гонсалес 90+1′ |

| Португалия       | 1:2     | Бельгия                     |
| ---------------- | ------- | --------------------------- |
| - Энкарнасау 87′ | (отчёт) | - Вулларт 3′ - Кейман 90+6′ |

### Группа C
| Поз | Команда  | И | В | Н | П | МЗ | МП | РМ | О | Квалификация |
| --- | -------- | - | - | - | - | -- | -- | -- | - | ------------ |
| 1   | Швеция   | 3 | 3 | 0 | 0 | 8  | 1  | +7 | 9 | Плей-офф     |
| 2   | Германия | 3 | 2 | 0 | 1 | 5  | 5  | 0  | 6 | Плей-офф     |
| 3   | Польша   | 3 | 1 | 0 | 2 | 3  | 7  | −4 | 3 |              |
| 4   | Дания    | 3 | 0 | 0 | 3 | 3  | 6  | −3 | 0 |              |

| Дания | 0:1     | Швеция           |
| ----- | ------- | ---------------- |
|       | (отчёт) | - Ангельдаль 55′ |

| Германия                 | 2:0     | Польша |
| ------------------------ | ------- | ------ |
| - Бранд 52′ - Шюллер 66′ | (отчёт) |        |

| Германия                         | 2:1     | Дания          |
| -------------------------------- | ------- | -------------- |
| - Нюскен 56′ (пен.) - Шюллер 66′ | (отчёт) | - Вангсдор 26′ |

| Польша | 0:3     | Швеция                                      |
| ------ | ------- | ------------------------------------------- |
|        | (отчёт) | - Блакстениус 28′ - Аслани 52′ - Хуртиг 77′ |

| Швеция                                                             | 4:1     | Германия   |
| ------------------------------------------------------------------ | ------- | ---------- |
| - Блакстениус 12′ - Хольмберг 25′ - Рольфё 34′ (пен.) - Хуртиг 80′ | (отчёт) | - Бранд 7′ |

| Польша                                      | 3:2     | Дания                    |
| ------------------------------------------- | ------- | ------------------------ |
| - Падилла 13′ - Пайор 20′ - Вьянковская 76′ | (отчёт) | - Томсен 59′ - Бруун 83′ |

### Группа D
| Поз | Команда    | И | В | Н | П | МЗ | МП | РМ  | О | Квалификация |
| --- | ---------- | - | - | - | - | -- | -- | --- | - | ------------ |
| 1   | Франция    | 3 | 3 | 0 | 0 | 11 | 4  | +7  | 9 | Плей-офф     |
| 2   | Англия     | 3 | 2 | 0 | 1 | 11 | 3  | +8  | 6 | Плей-офф     |
| 3   | Нидерланды | 3 | 1 | 0 | 2 | 5  | 9  | −4  | 3 |              |
| 4   | Уэльс      | 3 | 0 | 0 | 3 | 2  | 13 | −11 | 0 |              |

| Уэльс | 0:3     | Нидерланды                               |
| ----- | ------- | ---------------------------------------- |
|       | (отчёт) | - Мидема 45+3′ - Пелова 48′ - Бругтс 57′ |

| Франция                     | 2:1     | Англия     |
| --------------------------- | ------- | ---------- |
| - Катото 36′ - Балтимор 39′ | (отчёт) | - Уолш 87′ |

| Англия                                      | 4:0     | Нидерланды |
| ------------------------------------------- | ------- | ---------- |
| - Джеймс 22′, 60′ - Стануэй 45+2′ - Тун 67′ | (отчёт) |            |

| Франция                                                  | 4:1     | Уэльс        |
| -------------------------------------------------------- | ------- | ------------ |
| - Матео 8′ - Диани 45+1′ (пен.) - Мажри 53′ - Гейоро 63′ | (отчёт) | - Фишлок 63′ |

| Нидерланды                     | 2:5     | Франция                                                                |
| ------------------------------ | ------- | ---------------------------------------------------------------------- |
| - Пелова 26′ - Баша 41′ (авт.) | (отчёт) | - Толетти 22′ - Катото 61′ - Каскарино 64′, 67′ - Каршауи 90+2′ (пен.) |

| Англия                                                                            | 6:1     | Уэльс      |
| --------------------------------------------------------------------------------- | ------- | ---------- |
| - Стануэй 13′ (пен.) - Тун 21′ - Хемп 30′ - Руссо 44′ - Мид 72′ - Бивер-Джонс 89′ | (отчёт) | - Кейн 76′ |

## Плей-офф

### Сетка
|  | Четвертьфиналы   | Четвертьфиналы |                     |   | Полуфиналы | Полуфиналы |  |  | Финал | Финал |
|  |                  |                |                     |   |            |            |  |  |       |       |
|  | 17 июля – Цюрих  |                |                     |   |            |            |  |  |       |       |
|  |                  |                |                     |   |            |            |  |  |       |       |
|  | Швеция           | 2 (2)          |                     |   |            |            |  |  |       |       |
|  | Швеция           | 2 (2)          | 22 июля – Женева    |   |            |            |  |  |       |       |
|  | Англия (пен.)    | 2 (3)          |                     |   |            |            |  |  |       |       |
|  | Англия (пен.)    | 2 (3)          | Англия (доп. вр.)   | 2 |            |            |  |  |       |       |
|  | 16 июля – Женева |                | Англия (доп. вр.)   | 2 |            |            |  |  |       |       |
|  |                  | Италия         | 1                   |   |            |            |  |  |       |       |
|  | Норвегия         | Италия         | 1                   | 1 |            |            |  |  |       |       |
|  | Норвегия         |                | 27 июля – Базель    | 1 |            |            |  |  |       |       |
|  | Италия           | 2              |                     |   |            |            |  |  |       |       |
|  | Италия           | 2              | Англия              |   |            |            |  |  |       |       |
|  | 19 июля – Базель |                |                     |   |            |            |  |  |       |       |
|  |                  | Испания        |                     |   |            |            |  |  |       |       |
|  | Франция          | 1 (5)          |                     |   |            |            |  |  |       |       |
|  | Франция          | 1 (5)          | 23 июля – Цюрих     |   |            |            |  |  |       |       |
|  | Германия (пен.)  | 1 (6)          |                     |   |            |            |  |  |       |       |
|  | Германия (пен.)  | 1 (6)          | Германия (доп. вр.) | 0 |            |            |  |  |       |       |
|  | 18 июля – Берн   |                | Германия (доп. вр.) | 0 |            |            |  |  |       |       |
|  |                  | Испания        | 1                   |   |            |            |  |  |       |       |
|  | Испания          | Испания        | 1                   | 2 |            |            |  |  |       |       |
|  | Испания          |                |                     | 2 |            |            |  |  |       |       |
|  | Швейцария        | 0              |                     |   |            |            |  |  |       |       |
|  | Швейцария        | 0              |                     |   |            |            |  |  |       |       |

### Четвертьфиналы
| Норвегия        | 1:2     | Италия              |
| --------------- | ------- | ------------------- |
| - Хегерберг 66′ | (отчёт) | - Джирелли 50′, 90′ |

| Швеция                                                                          | 2:2 (доп. вр.) | Англия                                                     |
| ------------------------------------------------------------------------------- | -------------- | ---------------------------------------------------------- |
| - Аслани 2′ - Блакстениус 25′                                                   | (отчёт)        | - Бронз 79′ - Аджеманг 81′                                 |
| Пенальти                                                                        |                |                                                            |
| - Ангельдаль - Зигиотте Ольме - Эрикссон - Бьёрн - Фальк - Якобссон - Хольмберг | 2:3            | - Руссо - Джеймс - Мид - Гринвуд - Келли - Клинтон - Бронз |

| Испания                        | 2:0     | Швейцария |
| ------------------------------ | ------- | --------- |
| - дель Кастильо 66′ - Пина 71′ | (отчёт) |           |

| Франция                                                                | 1:1 (доп. вр.) | Германия                                                      |
| ---------------------------------------------------------------------- | -------------- | ------------------------------------------------------------- |
| - Гейоро 15′ (пен.)                                                    | (отчёт)        | - Нюскен 25′                                                  |
| Пенальти                                                               |                |                                                               |
| - Мажри - Каршауи - Малар - Балтимор - Жан-Франсуа - Ндонгаля - Сомбат | 5:6            | - Минге - Далльманн - Кнаак - Дебриц - Бергер - Бюль - Нюскен |

### Полуфиналы
| Англия                        | 2:1 (доп. вр.) | Италия         |
| ----------------------------- | -------------- | -------------- |
| - Аджеманг 90+6′ - Келли 119′ | (отчёт)        | - Бонансеа 33′ |

| Германия | 0:1 (доп. вр.) | Испания        |
| -------- | -------------- | -------------- |
|          | (отчёт)        | - Бонмати 113′ |

### Финал
| Англия                                       | 1:1     | Испания                                       |
| -------------------------------------------- | ------- | --------------------------------------------- |
| - Руссо 57′                                  | (отчёт) | - Кальдентей 25′                              |
| Пенальти                                     |         |                                               |
| - Мид - Гринвуд - Чарльз - Уильямсон - Келли | 3:1     | - Гихарро - Кальдентей - Бонмати - Паральюэло |

## Статистика

### Бомбардиры
Примечание: В скобках указано, сколько голов из общего числа забито с пенальти.
4 гола
- Эстер Гонсалес

3 гола
- Алексия Путельяс
- Кристиана Джирелли
- Стина Блакстениус

2 гола
- Мишель Аджеманг
- Лорен Джеймс
- Алессия Руссо
- Джорджия Стануэй (1)
- Элла Тун
- Юле Бранд
- Сьоэке Нюскен (1)
- Леа Шюллер
- Афина дель Кастильо
- Мариона Кальдентей
- Клаудия Пина
- Виктория Пелова
- Сигне Гаупсет
- Фрида Монум
- Ада Хегерберг
- Грейс Гейоро (1)
- Дельфин Каскарино
- Мари-Антуанетта Катото
- Косоваре Аслани
- Лина Хуртиг

1 гол
- Эгги Бивер-Джонс
- Люси Бронз
- Клои Келли
- Бет Мид
- Кира Уолш
- Лорен Хемп
- Жюстин Ванхавермат
- Тесса Вулларт
- Дженис Кейман
- Анна Эрлингс
- Клара Бюль
- Сигне Бруун
- Амали Вангсдор
- Янни Томсен
- Глоудис Виггоусдоуттир (1)
- Свейндис Йоунсдоуттир
- Хлин Эйриксдоуттир
- Айтана Бонмати
- Патриция Гихарро
- Вики Лопес
- Кристина Мартин-Прието
- Ирене Паредес
- Барбара Бонансеа
- Арианна Карузо
- Элизабетта Оливьеро
- Эсме Бругтс
- Вивианне Мидема
- Каролина Грахам Хансен
- Мартына Вьянковская
- Наталья Падилла
- Эва Пайор
- Диана Гомеш
- Телма Энкарнасау
- Ханна Кейн
- Джесс Фишлок
- Катарийна Косола
- Наталия Куйкка (1)
- Оона Севениус
- Сэнди Балтимор
- Кадидиату Диани (1)
- Сакина Каршауи (1)
- Амель Мажри
- Клара Матео
- Санди Толетти
- Риола Джемайли
- Алайя Пилгрим
- Надин Ризен
- Жеральдин Ройтелер
- Филиппа Ангельдаль
- Фридолина Рольфё (1)
- Смилла Хольмберг

Автоголы
- Эва Нюстрём (в матче против  Норвегии)
- Сельма Баша (в матче против  Нидерландов)
- Юлия Штирли (в матче против  Норвегии)

### Голевые передачи
4 передачи
- Алексия Путельяс

3 передачи
- София Канторе
- Вильде Бёэ Риса
- Косоваре Аслани

2 передачи
- Алессия Руссо
- Элла Тун
- Тесса Вулларт
- Юле Бранд
- Карлотта Вамзер
- Мариона Кальдентей
- Клаудия Пина
- Даниэль Ван де Донк
- Наталья Падилла
- Дельфин Каскарино
- Мари-Антуанетта Катото
- Юханна Рюттинг-Канерюд

1 передача
- Эгги Бивер-Джонс
- Клои Келли
- Бет Мид
- Йилл Янссенс
- Софи Бредгор
- Катрин Вейе
- Свейндис Йоунсдоуттир
- Айтана Бонмати
- Патриция Гихарро
- Ольга Кармона
- Афина дель Кастильо
- Вики Лопес
- Сальма Паральюэло
- Джада Греджи
- Лучия Ди Гульельмо
- Виктория Пелова
- Сигне Гаупсет
- Кика Назарет
- Долореш Силва
- Джесс Фишлок
- Кери Холланд
- Оона Сирен
- Эвелийна Сумманен
- Кадидиату Диани
- Клара Матео
- Лейла Ванделер
- Жеральдин Ройтелер
- Сидни Шертенляйб
- Юнна Андерссон
- Стина Блакстениус
- Юлия Зигиотти Ольме

### Дисквалификации
| Футболист            | Команда    | Нарушения                                                        | Пропущенные матчи               |
| -------------------- | ---------- | ---------------------------------------------------------------- | ------------------------------- |
| Хилдур Антонсдоуттир | Исландия   | в группе A против Финляндии                                      | в группе A против Швейцарии     |
| Ана Боржеш           | Португалия | в группе B против Италии                                         | в группе B против Бельгии       |
| Марит Лунн           | Норвегия   | в группе A против Исландии                                       | в четвертьфинале против Италии  |
| Карлотта Вамзер      | Германия   | в группе C против Швеции                                         | в четвертьфинале против Франции |
| Лайя Алейшандри      | Испания    | в группе B против Португалии · в четвертьфинале против Швейцарии | в полуфинале против Германии    |
| Катрин Хендрих       | Германия   | в четвертьфинале против Франции                                  | в полуфинале против Испании     |
| Сьоэке Нюскен        | Германия   | в группе C против Швеции · в четвертьфинале против Франции       | в полуфинале против Испании     |